# Узлова (Абатський район)
Узло́ва (рос. Узлова) — присілок у складі Абатського району Тюменської області, Росія.
Населення — 7 осіб (2010, 6 у 2002).
Національний склад станом на 2002 рік:
- казахи — 100 %